# Westminsterslag

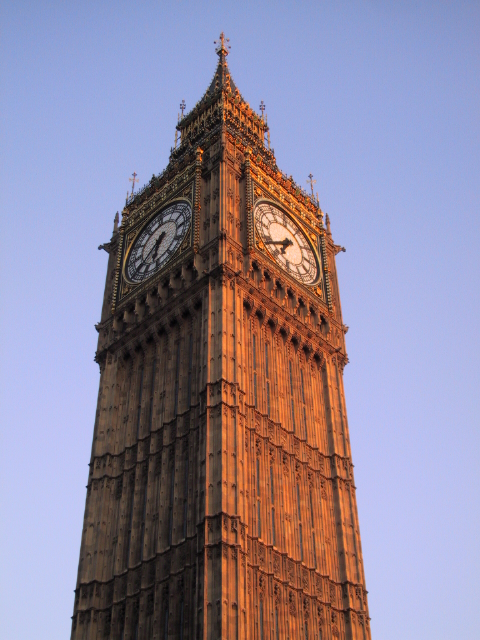
De klokkentoren

De Westminsterslag is de beroemde viertonige melodie die als wekkering klinkt uit de klokkentoren van het parlementsgebouw in Londen. Na de wekkering op het hele uur wordt op de klok Big Ben het aantal uren geslagen. Het melodietje is onnoemelijk veel nagebootst.
De melodie bestaat in totaal uit tien maten: een op het kwartier, twee op het halve uur, drie op drie kwartier en vier op het uur. De eerste vijf maten zijn gelijk aan de laatste vijf.
Men zegt dat het laatste deel, voorafgaand aan de uurslag, afkomstig is uit de Messiah van Händel. Daarbij zou dan de tekst “All through this hour, Lord be my Guide. And by thy power, no foot shall slide” horen. In werkelijkheid komt tekst noch melodie in de Messiah voor.